# Learco Guerra
Learco Guerra (San Nicolo Po, 14 oktober 1902 – Milaan, 7 februari 1963) was een Italiaans wielrenner. Learco Guerra was prof van 1929 tot 1945.
Guerra was vooral erg sterk in het rondewerk, vooral in de Ronde van Italië was hij vaak ijzersterk. Zo won hij in 1934 niet alleen het eindklassement maar ook nog eens tien etappes. In totaal won Guerra 39 etappes in grote rondes, waarvan acht in de Ronde van Frankrijk en 31 in de Ronde van Italië.
Na zijn actieve carrière als wielrenner was hij actief als ploegleider voor renners als Hugo Koblet en Charly Gaul.
Zijn bijnaam was de Locomotief.

## Belangrijkste overwinningen
1929
 Italiaans kampioenschap op de weg, profs
4e etappe Ronde van Campanië
1930
 Italiaans kampioenschap op de weg, profs
8e etappe Ronde van Italië
11e etappe Ronde van Italië
2e etappe Ronde van Frankrijk
13e etappe Ronde van Frankrijk
15e etappe Ronde van Frankrijk
1931
 Wereldkampioen op de weg, profs
 Italiaans kampioenschap op de weg, profs
1e etappe Ronde van Italië
2e etappe Ronde van Italië
7e etappe Ronde van Italië
8e etappe Ronde van Italië
Ronde van Reggio Calabria
1932
 Italiaans kampioenschap op de weg, profs
Ronde van Toscane
Eindklassement Ronde van Campanië
1e etappe Ronde van Italië
4e etappe Ronde van Italië
6e etappe Ronde van Italië
8e etappe Ronde van Italië
9e etappe Ronde van Italië
13e etappe Ronde van Italië
1933
 Italiaans kampioenschap op de weg, profs
Milaan-San Remo
2e etappe Ronde van Frankrijk
6e etappe Ronde van Frankrijk
7e etappe Ronde van Frankrijk
18e etappe Ronde van Frankrijk
23e etappe Ronde van Frankrijk
1e etappe Ronde van Italië
3e etappe Ronde van Italië
5e etappe Ronde van Italië
1934
 Italiaans kampioenschap op de weg, profs
2e etappe Ronde van Italië
3e etappe Ronde van Italië
4e etappe Ronde van Italië
5e etappe Ronde van Italië
6e etappe Ronde van Italië
9e etappe Ronde van Italië
10e etappe Ronde van Italië
11e etappe Ronde van Italië
12e etappe Ronde van Italië
14e etappe Ronde van Italië
Eindklassement Ronde van Italië
Rome-Napels-Rome
Ronde van Lombardije
Ronde van Piemonte
Eindklassement Ronde van Campanië
1935
Ronde van Romagna
Eindklassement Ronde van Campanië
3e etappe Ronde van Italië
4e etappe Ronde van Italië
7e etappe Ronde van Italië
8e etappe Ronde van Italië
10e etappe Ronde van Italië
Tweede Zesdaagse van Antwerpen
1937
9e etappe Ronde van Italië

## Resultaten in voornaamste wedstrijden
| Jaar | Ronde van Italië | Ronde van Frankrijk | Ronde van Spanje |
| ---- | ---------------- | ------------------- | ---------------- |
| 1929 | 24e              |                     |                  |
| 1930 | 9e (2)           | ↑ (3)               |                  |
| 1931 | opgave (4)       |                     |                  |
| 1932 | 4e (6)           |                     |                  |
| 1933 | opgave (3)       | ↑ (5)               |                  |
| 1934 | ↑ (10)           |                     |                  |
| 1935 | 4e (5)           |                     |                  |
| 1936 | opgave           |                     |                  |
| 1937 | opgave (1)       |                     |                  |

| Jaar | Milaan-San Remo | Ronde van Lombardije |  | WK op de weg |
| ---- | --------------- | -------------------- |  | ------------ |
| 1929 | 17e             | 5e                   |  |              |
| 1930 | 7e              | Brons                |  | ↑            |
| 1931 | ↑               |                      |  | ↑            |
| 1932 |                 |                      |  | 5e           |
| 1933 | ↑               |                      |  |              |
| 1934 |                 | Goud                 |  | ↑            |
| 1935 | ↑               |                      |  |              |
| 1936 |                 |                      |  |              |
| 1937 |                 |                      |  |              |

- Bibliothèque nationale de France: cb179617123 (data)
- Library of Congress Control Number: n2003119157
- Virtual International Authority File: 4315718
- WorldCat: E39PBJr3r6kcTWDG39wTJ3KWXd